# Smittina dieuzeidei
Smittina dieuzeidei is een mosdiertjessoort uit de familie van de Smittinidae. De wetenschappelijke naam van de soort is voor het eerst geldig gepubliceerd in 1955 door Gautier.